# Coenochilus celebensis
Coenochilus celebensis är en skalbaggsart som beskrevs av Schein 1953. Coenochilus celebensis ingår i släktet Coenochilus och familjen Cetoniidae. Inga underarter finns listade i Catalogue of Life.